# عینی (جماعت)
عینی مرکز ناحیهٔ عینی در شمال غربی تاجیکستان و ولایت سغد است که پس از صدرالدین عینی شاعر تاجیکی، به این نام نامگذاری شد. این جماعت، ۱۲٬۱۳۱ نفر جمعیت دارد.